# Hvas randfrø
Hvas randfrø (Torilis japonica) er en én- eller toårig plante i skærmplante-familien. Det er en 30-125 centimeter høj urt, der har ru stængler og frugter med krogbørster. Arten er udbredt i store dele af verden.

## Beskrivelse
Hvas randfrø er mere eller mindre ru og grågrøn. De findelte blade er 2 (eller 3) gange fjersnitdelte med et langt tilspidset endeafsnit. De hvide eller rosa blomster sidder i dobbeltskærme. Storsvøbet består af 4-10 linje-sylformede blade, der ligger tæt op ad skærmstrålerne. Småsvøbet består af talrige sylformede blade. De 2-3 millimeter lange, ægformede, grågrønne frugter har krogformede børster, der kan hænge fast i forbipasserende dyr eller mennesker.

## Udbredelse
Arten er udbredt i Europa, Nordafrika, Nord- og Østasien. Den findes indslæbt til Nordamerika.
I Danmark er hvas randfrø almindelig i lyse skove, krat, hegn og langs veje. Den blomstrer i juni til august. I Suserup Skov har Naturstyrelsen en gård, Suserupgård. Arealet omfatter skov, agerland, eng og ovedrev. Ved en opmålig af et mindre skovstykke, her kaldet ”analyse nr. 540”, fandt man arten sammen med bl.a. agersnerle, almindelig ask, almindelig brunelle, almindelig fuglegræs, almindelig hundegræs, almindelig hvidtjørn, almindelig hyld, almindelig hæg, almindelig kvik, almindelig rapgræs, almindelig røllike, almindelig røn, bakkeforglemmigej, brunfiltet stjernemos, burresnerre, almindelig bøg, febernellikerod, fladstrået rapgræs, fløjlsgræs, fuglekirsebær, glat dueurt, grå bynke, haremad, hindbær, knoldet brunrod, korsknap, krybhvene, lundrapgræs, lægeoksetunge, mælkebøtte, nældeklokke, nældesilke, pastinak, rubørstet kortkapsel, rynket rose, rød svingel, skovelm, skovhanekro, stilkeg, stor fladstjerne, stor nælde og vild kørvel

## Note
1. ↑  Jon Feilberg: Botaniske referenceområder i Rejnstrup Holme, Borup Gade, Susåen og Suserupgård, 1992 (udg. af Skov- og Naturstyrelsen)